# Bettina Bundgaard
Bettina Bundgaard (født 19. november 1963) er en dansk journalist.
I 1994 begyndte hun på TV 2/Lorry, men blev siden tilknyttet Sportslørdag på DR.
I 1999 vendte hun tilbage til Lorry, hvor hun siden har været studievært på regionalstationens nyhedsprogrammer.
Hun er datter af den kendte tv-mand og bokser Erling Bundgaard.